# Pólemon I do Ponto
Pólemon I  do Ponto (60 a.C. — 8 a.C.) rei  do Ponto de 38-8 a.C. rei de Sofena de 33 a 30 a.C., e rei do Bósforo de 14–8 a.C.
Filho de Zenão, famoso orador de Laodiceia, cidade na Cária. Foi um fiel apoiante da política de expansão romana levada a cabo por Marco António na Ásia Menor. Recebeu de Marco António, pelos serviços prestados por seu pai e pelos seus próprios, o governo de parte da Cilícia, sem título real, em 39 a.C..
Pouco depois trocava este principado pelo Ponto, com o título de rei (já o era em 36 a.C.) e cooperou com Marco António na campanha contra os partos, sendo derrotado junto a Appius Statianus e feito prisioneiro. Foi libertado em troca de um resgate.
Em 35 a.C., negociou a aliança do rei de Atropatene, Artavasdes, o que conseguiu fazer pela República Romana. 
O triunvirato deu-lhe em agradecimento o reino da Pequena Arménia (sem perder o Ponto). Auxiliou Marco António e Cleópatra em Áccio (31 a.C.), mas soube concluir a paz com Augusto, que o confirmou como rei do Ponto e da Arménia e mais tarde o qualificou de amigo e aliado do povo romano. 
Em 16 a.C., Agripa encarregou-o de submeter o Reino do Bósforo, que à data da morte de Asandro tinha sido usurpado por Escribónio. O usurpador foi assassinado pelos habitantes da região antes da chegada de Pólemon, que se autoproclamou rei, eliminando os que se lhe opunham. Agripa confirmou-o no trono e depois o próprio Augusto fê-lo também.
Depois da morte de Escribónio, terá ocupado com Dínamis, filha de Fárnaces II e viúva de Asandro, este trono entre 14 e 8 a.C..
O seu reino abrangia o Ponto e a Cólquida, e o Reino do Bósforo até ao rio Tánais (atual Don). A cidade de Tánais, que se rebelou para recuperar a sua independência, foi arrasada. 
Casou-se com Pitodorida do Ponto, neta de Marco António, o qual havia reconstituído parcialmente para si o antigo Reino do Ponto, que depois seria chamado Reino do Ponto Polemoníaco e sobre o qual reinaria de 38 a 8 a.C.. Teria que esperar até ao ano de 26 a.C. para obter de Augusto (r. 27 a.C.-14 d.C.) a confirmação da sua autoridade sobre estes territórios.
Empreendeu uma expedição contra os aspúrgios, uma tribo sármata do norte da Fanagória, e foi derrotado, tomado prisioneiro e executado, em data desconhecida, mas em todo o caso posterior a 2 a.C., ano em que ainda governava.

## Descendência
Com Pitodorida, que lhe sucedeu no trono, teve três filhos: Pólemon II, que foi co-regente da sua mãe. O outro filho, Artaxias III Zenão, recebeu principalmente os territórios da Pequena Arménia. A sua filha Antónia Trifena casou com Cótis VIII, rei da Trácia. Com Dínamis não teve filhos.